# 内海重典
内海 重典（うつみ しげのり、1915年11月10日 - 1999年3月1日）は、宝塚歌劇団の劇作家、演出家。白井鐵造、高木史朗とともに三巨匠の一角に数えられる。名前は音読みで「じゅうてん」と呼ばれることが多い。
大阪府大阪市生まれ。妻は元タカラジェンヌで宝塚歌劇団卒業生の加古まち子（在団1938年 - 1944年）。

## 略歴・人物
1939年に宝塚歌劇団に入団。1941年に「高原の秋」で初演出。以降、1988年の「南の哀愁」（剣幸主演）の再演まで、実に数多くの作品に携わった。
また、1970年の日本万国博覧会や神戸ポートアイランド博覧会などにおける式典、御堂筋パレードや2000人の吹奏楽など数々のイベントの構成・演出も担当した。
41年に上演した『宝塚かぐや姫』でかぐや姫役の小夜福子が歌った「さよなら皆様」（作詞は内海、作曲は河崎一朗）は、宝塚大劇場や東京宝塚劇場の終演後に流される曲のひとつとなっている。
戦時中、宝塚大劇場が閉鎖されると『移動隊』として十数名のメンバーを率いて地方をまわり、慰問公演を続けた。妻は元宝塚歌劇団の内海明子（芸名：加古まち子）。
妻の内海明子が、園井恵子と懇意にしていた。園井が原爆に被爆し、神戸六甲の中井家に身を寄せていた際、
原爆症に罹患した園井の退職金を出すように、宝塚に掛け合ったのは内海重典である。内海は園井の臨終にも立ち会っている。

### 舞台上のドライアイス演出を考案
舞台効果面での創意工夫で特に知られており、1952年には紗幕の使用を発案、55年にはドライアイスを使用したスモークを舞台で初めて使用している。また明石照子の歌唱場面で、当時主流のスタンドマイクではなく、ワイヤードハンドマイクを採用したことが、松下電器工業のワイヤレスマイク発明に貢献したともいわれている。
昭和30年～40年代をして、白井鐵造、高木史朗、内海重典ら巨匠の時代などと称し、この演出陣には菊田一夫もより古くから加わっている。
1988年に演出活動から身を退くまで、戦中派最後の生き残りとして長く活躍、歌劇団理事も務めた。
2014年、『宝塚歌劇の殿堂』最初の100人のひとりとして殿堂表彰。

### 大阪万博・開会式で天皇に花束を
日本万国博覧会開催当時は天皇・皇后が国内の式典で花束を受け取ったことはなく、企画段階では反対されたが、内海はどうしても開会式のヤマ場にしたかった。結局宮内庁が「あくまでハプニングとして。また、天皇・皇后両陛下へ子供が直接手渡してはならない。両陛下の前のテーブルの上に置くこと。他の皇族方へは直接渡してもよい」との条件付きで承認した。内海が「もし陛下が直接お受け取りになられたらどうしますか」と宮内庁の担当者に尋ねると「それは我々の知るところではない」と返答した。結局本番では、天皇・皇后が立ち上がって子どもから花束を直接受け取り、子どもに「ありがとう」と3回発言した。

## 主な演出作品
- ミモザの花（1946年）
- ファイン・ロマンス（1947年）
- 南の哀愁（1947年）
- レインボーの歌（1948年）
- ブギウギ巴里（1949年）
- ロマンス・パリ（1949年）
- 白き花の悲歌（1951年）
- 薔薇の大地（1953年）
- たそがれの維納（1954年）
- 緑のハイデルベルヒ（1956年）
- 帰らざる女（1956年）
- 高校三年生（1957年）
- 青い珊瑚礁（1958年）
- 君ありてこそ（1959年）
- ビバ・ピノキオ（1960年）
- カルメン・カリビア（1960年）
- ポニイ・レディー（1961年）
- 明日に鐘は鳴る（1961年）
- 絢爛たる休日（1962年）
- 哀愁の巴里（1962年）
- ボン・ビアン・パリ（1965年）
- ラ・グラナダ（1965年）
- 我が歌君がため（1966年）
- 世界はひとつ（1967年）
- ヒット・キット（1967年）
- アプソディ〜ハンガリア物語〜（1968年）
- 追憶のアンデス（1968年）
- 嵐が丘（1968年）
- パレード・タカラヅカ（1973年）
- ラムール・ア・パリ〜サラ・ベルナールの恋〜（1975年）
- 愛限りなく（1982年）

ほか多数

## ディスコグラフィー
- ミュージカルCD 宝塚歌劇団/内海重典 宝塚歌劇作品集～『ファイン・ロマンス』 (TCAC-129 2枚組 宝塚クリエイティブアーツ 他)

## 主な構成・演出イベント
- 日本初のホテルディナーショーを開催　　新大阪ホテル (現在のリーガロイヤルホテル）　(1954年)
- 「春の吹奏楽～1000人の合同演奏」　西宮球場　（1961年～） ＊翌年から名称変更　2000人の吹奏楽→3000人の吹奏楽
- 「日本万国博覧会」　開会式　（1970年）
- 「日本の祭り」　明治神宮外苑　（1970年～）
- 「自衛隊音楽まつり」　日本武道館ほか　（1971年～）
- 「宝塚まつり」　(1972年～）
- 「国際ロータリークラブ世界大会」　開会式　（1978年）
- 「神戸ポートアイランド博覧会」　開会式・閉会式　（1981年）
- 「御堂筋パレード」　（1983年～）
- 「ユニバーシアード神戸大会」　開会式・閉会式　（1985年）
- 「国際花と緑の博覧会」　鶴見緑地　（1990年）

ほか多数　